# Metrodorea maracasana
Metrodorea maracasana är en vinruteväxtart som beskrevs av R.C. Kaastra. Metrodorea maracasana ingår i släktet Metrodorea och familjen vinruteväxter. Inga underarter finns listade i Catalogue of Life.